# Obere Culm
Obere Culm (amtlich: Culm obere) ist ein Gemeindeteil der Gemeinde Mistelgau im Landkreis Bayreuth (Oberfranken, Bayern). Obere Culm liegt in der Gemarkung Creez.

## Geografie
Der Weiler liegt am Fuße der Kulmleite (509 m ü. NHN, 0,7 km westlich). Unmittelbar südlich fließt der Lenzbrunnen, der etwas weiter östlich als linker Zufluss in den Kaltenbrunnen mündet. Eine Gemeindeverbindungsstraße führt nach Mistelgau zur Staatsstraße 2185 (1,7 km nordwestlich) bzw. nach Schobertsreuth (0,5 km südöstlich). Ein Anliegerweg führt an Untere Culm vorbei nach Hundshof (0,5 km nordöstlich).

## Geschichte
Gegen Ende des 18. Jahrhunderts bestand Obere Culm aus zwei Anwesen. Die Hochgerichtsbarkeit stand dem bayreuthischen Stadtvogteiamt Bayreuth zu. Die Verwaltung Glashütten war Grundherr der beiden Halbhöfe.
Von 1797 bis 1810 unterstand der Ort dem Justiz- und Kammeramt Bayreuth. Mit dem Gemeindeedikt wurde Obere Culm dem 1812 gebildeten Steuerdistrikt Pettendorf und der im gleichen Jahr gebildeten Ruralgemeinde Schobertsreuth zugewiesen. Mit dem Gemeindeedikt von 1818 erfolgte die Umgemeindung nach Creez. Am 1. April 1971 wurde Obere Culm im Zuge der Gebietsreform in Bayern in die Gemeinde Mistelgau eingegliedert.

### Einwohnerentwicklung
| Jahr      | 001819 | 001822 | 001861 | 001871 | 001885 | 001900 | 001925 | 001950 | 001961 | 001970 | 001987 |
| Einwohner | 14     | 12     | †      | 25     | 24     | 20     | 25     | 49     | 18     | 20     | 10     |
| Häuser    |        | 1      |        |        | 3      | 3      | 4      | 7      | 7      |        | 4      |
| Quelle    | [ 9 ]  | [ 6 ]  | [ 10 ] | [ 11 ] | [ 12 ] | [ 13 ] | [ 14 ] | [ 15 ] | [ 16 ] | [ 17 ] | [ 1 ]  |

## Religion
Obere Culm ist evangelisch-lutherisch geprägt und nach St. Bartholomäus (Mistelgau) gepfarrt.